# راستش را بگو
راستش را بگو عنوان مجموعه تلویزیونی است که در سال ۱۳۹۱ در ۲۰ قسمت از شبکه یک به کارگردانی محمدرضا آهنج  پخش شد.
تهیه‌کننده این سریال فاطمه ثمرقندی و نویسنده آن مصطفی رستگاری می‌باشند.

## خلاصه داستان
خلاصه داستان قسمت اول:
جوانی ناشناس در حال عکس برداری در یکی از ایستگاه‌های مرکزی مترو است. وحید مشتاق مسئول اتاق کنترل مترو، تصویر این جوان را از دوربین‌های امنیتی می بیند و به او مشکوک می‌شود. نیروهای امنیتی و انتظامی برای دستگیری جوان ناشناس اعزام می‌شوند ولی او را نمی‌یابند تا اینکه... .

## بازیگران
- حسن پورشیرازی
- آتیلا پسیانی
- رویا تیموریان
- نیوشا ضیغمی
- دانیال عبادی
- شیما نیک پور
- لعیا زنگنه
- مهدی سلوکی
- سام درخشانی
- محمد عمرانی
- علیرضا جلالی تبار
- رحیم نوروزی
- رضا توکلی
- امیرحسین مدرس
- ثریا قاسمی
- امیر آقایی
- علیرضا خطیبی
- فرید ملک محمدی

## جوایز و نامزدها
| ۱۳۹٣ | چهاردهمین دوره جشن حافظ |                                  |               |          |
| ۱۳۹٣ | چهاردهمین دوره جشن حافظ | بهترین مجموعه تلویزیونی          | فاطمه ثمرقندی | نامزدشده |
| ۱۳۹٣ | چهاردهمین دوره جشن حافظ | بهترین کارگردانی تلویزیونی       | محمدرضا آهنج  | نامزدشده |
| ۱۳۹٣ | چهاردهمین دوره جشن حافظ | بهترین فیلمنامه تلویزیونی        | مصطفی رستگاری | برنده    |
| ۱۳۹٣ | چهاردهمین دوره جشن حافظ | بهترین بازیگر مرد درام تلوزیونی  | حسن پورشیرازی | نامزدشده |
| ۱۳۹٣ | چهاردهمین دوره جشن حافظ | بهترین بازیگر مرد درام تلویزیونی | دانیال عبادی  | نامزدشده |
| ۱۳۹٣ | چهاردهمین دوره جشن حافظ | بهترین بازیگر زن درام تلویزیونی  | نیوشا ضیغمی   | نامزدشده |
| ۱۳۹٣ | چهاردهمین دوره جشن حافظ | بهترین بازیگر زن درام تلویزیونی  | لعیا زنگنه    | نامزدشده |
| ۱۳۹٣ | چهاردهمین دوره جشن حافظ | بهترین خواننده ترانه تیتراژ      | علیرضا قربانی | برنده    |